# Sayaka Ichii
Sayaka Ichii (市井紗耶香, Ichii Sayaka, née le 31 décembre 1983 à Funabashi, Chiba, Japon) est une actrice japonaise, ex-chanteuse et idol du Hello! Project (H!P).

## Biographie
Elle débute en 1998, sélectionnée pour faire partie du groupe de J-pop Morning Musume dans le cadre de sa "seconde génération". Elle joue avec ses collègues dans les films Morning Cop en 1998 et Pinch Runner en 2000. Elle est choisie en parallèle pour faire partie du sous-groupe Petit Moni en 1999, et du groupe temporaire Aoiro 7 en 2000.
Bien que particulièrement mise en avant dans ces deux groupes, et bien qu'ayant participé aux disques les plus vendus du Hello! Project (les singles Love Machine, Chokotto Love, Koi no Dance Site, Happy Summer Wedding, et l'album 3rd -Love Paradise-), elle quitte ses groupes et le H!P en mai 2000 pour continuer ses études.
Elle y revient cependant fin 2001 en invitée le temps d'un album en duo avec Yuko Nakazawa, Folk Songs, puis avec son propre groupe Ichii Sayaka in Cubic-Cross en 2002, toujours pour la compagnie Up-Front. Elle anime en parallèle sa propre émission de radio Ichii Sayaka radio Deluxian sur Tokyo FM en 2002 et 2003. Son groupe se sépare en 2003 après un album et quatre singles, et elle poursuit brièvement sa carrière en solo, sortant un single solo en septembre. Après un mariage et une première grossesse, elle annonce peu après en 2004 l'arrêt de ses activités artistiques pour se consacrer à sa famille.
Elle fait son retour cinq ans plus tard en août 2009 au sein d'une nouvelle agence, mais pas en tant que chanteuse. Après quelques prestations dans la mode et la publicité, elle recommence à tourner.

En 2011, elle est l'héroïne d'un drama sorti en vidéo, Pachinko Queen Nanase. Plus tard dans l'année, elle promeut une ligne de produits de beauté à son nom, Sayaka.
En 2012, elle est l'héroïne d'un film, Ashita ni Kakeru Ai, collaboration sino-japonaise.
En avril 2014, elle se présente à l'audition "Otona AKB48" pour participer temporairement à la franchise AKB48, rivale du H!P, mais n'est pas retenue. Cependant, elle rejoint le mois suivant le groupe OFR48 (ja) (Ofuro 48) créé en 2011 mais sans lien avec la franchise pré-citée. Elle est graduée du groupe en  octobre 2014.

## Vie privée
Sayaka se marie en 2004 avec Naoki Yoshizawa, le guitariste de son groupe Cubic-Cross, avec qui elle a eu deux enfants. Ichii annonce en juin 2011 son divorce qui a eu lieu le 23 mai précédent.
En août 2012, elle annonce son mariage de secondes noces et une nouvelle grossesse. Le 25 mars 2013, elle donne naissance à un garçon. En novembre 2016, elle annonce être enceinte de son quatrième enfant, dont l'accouchement est prévu pour le printemps de l'année suivante.

## Groupes
Au sein de Hello! Project
- Morning Musume (1998-2000)
- Petitmoni (1999-2000)
- Aoiro 7 (2000)

Autres
- Cubic Cross (2002-2003)
- OFR48 (ja) (2014-)

## Discographie

### En solo
Single
- 2003.09.03 : 4U ~Hitasura~

Album
- 2001.11.29 : Folk Songs (en duo avec Yuko Nakazawa)

DVD
- 2002.02.28 : Folk Days ~Ichii Sayaka with Nakazawa Yūko~  (en duo avec Yuko Nakazawa)

### Avec Morning Musume
Singles
- 27 mai 1998 : Summer Night Town (+ ré-édition de 2005)
- 9 septembre 1998 : Daite Hold On Me! (+ ré-édition de 2005)
- 10 février 1999 : Memory Seishun no Hikari (+ ré-édition de 2005)
- 12 mai 1999 : Manatsu no Kōsen (+ ré-édition de 2005)
- 14 juillet 1999 : Furusato (+ ré-édition de 2005)
- 9 septembre 1999 : Love Machine (+ ré-édition de 2005)
- 26 janvier 2000 : Koi no Dance Site (+ ré-édition de 2005)
- 17 mai 2000 : Happy Summer Wedding

Albums
- 8 juillet 1998 :  First Time
- 30 septembre 1998 :  Morning Cop - Daite Hold On Me!  (mini album)
- 28 juillet 1999 :  Second Morning
- 29 mars 2000 :  3rd -Love Paradise-

(+ compilations du groupe)

### Autres participations
Singles
- 25 novembre 1999 : Chokotto Love (avec Petit Moni)
- 8 mars 2000 : Aoi Sports Car no Otoko (avec Aoiro 7)

(+ compilations diverses)

## Filmographie
Films cinéma
- 1998 : Morning Cop
- 2000 : Pinch Runner
- 2012 : Ashita ni Kakeru Ai (ja) (明日に架ける愛)
- 2012 : Double Sky

Drama vidéo
- 2011 : Pachinko Queen Nanase (パチンコクイーン・七瀬?)
- 2011 : Pachinko Queen Nanase 2 (パチンコクイーン・七瀬2?)
- 2012 : Pachinko Queen Nanase 3 (パチンコクイーン・七瀬3?)
- 2012 : Pachinko Queen Nanase 4 (パチンコクイーン・七瀬4?)

## Livres
- Janvier 2002 : SELF (photobook)
- 20 décembre 2013 : Ichii Sayaka STYLE BOOK (市井紗耶香 STYLE BOOK) (livre de mode)

## Liens
- (ja) Fiche officielle (agence)
- (ja) Blog officiel chez Ameblo
- (ja) Blog officiel chez GREE
- (ja) Discographie officielle en solo
- (ja) Page officielle de sa ligne de cosmétique Sayaka
- (ja) Fiche avec les membres de OFR48
- « Sayaka Ichii » (présentation), sur l'Internet Movie Database